# Fairey P.4/34
Die Fairey P.4/34 war der Prototyp eines zweisitzigen leichten Bombers und Schlachtflugzeugs mit Sturzangriffs-Fähigkeit, der aufgrund einer Ausschreibung der britischen Royal Air Force (RAF) von 1936 auf Basis der Fairey Battle im Wettbewerb gegen zwei Konkurrenzmuster von Gloster und Hawker entwickelt wurde. Der Erstflug war am 13. Januar 1937. Die zweite und letzte gebaute P.4/34 diente nach ihrer Ablehnung durch die RAF als Testflugzeug sowie ab 1938 wiederum als Ausgangsbasis für den Prototyp des neuen Marinejägers Fairey Fulmar, der ab 1940 im Zweiten Weltkrieg zum Einsatz kam.

## Geschichte

### Hintergrund
Im Jahre 1936 gab das britische Air Ministry (deutsch: Luft(fahrt)ministerium – jenes das sich mit den Angelegenheiten der Royal Air Force befasste) mit der Spezifikation P.4/34 die Forderung nach einem leichten Bomber mit der Einsatzmöglichkeit als Sturzkampf- und Schlachtflugzeug heraus. Das neue Flugzeug war mittelfristig als Ersatz für den einmotorigen leichten Bomber Fairey Battle vorgesehen. Daraufhin legten die sich an der Ausschreibung beteiligenden Firmen Fairey, Gloster und Hawker ihre entsprechende Entwürfe vor. Allerdings wurde nur Fairey und Hawker die Erlaubnis erteilt, entsprechende Prototypen zu bauen und zum unmittelbaren Vergleich bereitzustellen; der Entwurf von Gloster wurde nicht angenommen und daher auch niemals realisiert.

### Die Prototypen
Die Fairey P.4/34, von Fairey-Chef-Konstrukteur Marcel Lobelle auf Basis der Fairey Battle entwickelt, war für den Hersteller eher untypisch nach der entsprechenden Spezifikation des Air Ministry benannt. Von ihr wurden insgesamt zwei Prototypen mit den Kennzeichen „K5099“ und „K7555“ gebaut. Die Erstflüge fanden jeweils am 13. Januar sowie am 19. April 1937 statt. Der Prototyp des konkurrierenden Musters Hawker Henley folgte etwa vier Wochen nach der ersten P.4/34-Maschine am 10. März des gleichen Jahres. Äußerlich war die P.3/34 ihrem Ausgangsmuster Fairey Battle sehr ähnlich, war in den Abmessungen jedoch etwas kleiner und aerodynamisch verbessert, daneben besaß sie andererseits eine verstärkte Rumpf- und Tragflächen-Struktur, um den Belastungen von Sturzangriffen standhalten zu können. Das neue Muster geriet trotz der verstärkten Struktur geringfügig leichter als die Battle, war aber aufgrund des Wegfalls des internen Bombenschachts in seiner Kampfmittelzuladung etwas eingeschränkt. Dieser Umstand wurde jedoch angesichts der Fähigkeit, die Bombe mit bei weitem größerer Präzision im Sturzflug abwerfen zu können und der damit verbundenen höheren zu erwartenden Zerstörungswirkung bewusst in Kauf genommen. Angetrieben wurde die erste gebaute Maschine (K5099) von einem flüssigkeitsgekühlten aufgeladenen Zwölfzylinder-V-Motor vom Typ Rolls-Royce Merlin I mit einer Leistung von 1.030 PS (770 kW) bei 3.000/min, die zweite (K7555) von einem gleich starken, aber auf etwas größere Volldruckhöhe eingestellten RR Merlin II. Als Bewaffnung vorgesehen war primär eine Bombenzuladung von insgesamt 227 kg (500 lb), die als Außenlast mitgeführt werden sollte. Eine Ausstattung mit Bordwaffen besaßen beide Prototypen der P.4/34 nicht, geplant waren für das Serienmodell jedoch drei 7,7 mm-(0,303-in)-Maschinengewehre (ähnlich wie bei der Battle, jedoch eine Waffe mehr), davon ein nach hinten gerichtetes Vickers-K-MG in der Kabine und zwei starr nach vorn feuernde Browning-M1919-MG in den Tragflächen.

### Erprobung
Die beiden Prototypen wurden daraufhin beim Royal Aircraft Establishment (RAE) in Farnborough erprobt. Allerdings enttäuschten die Flugleistungen der P.4/34, was auf den eher schwachen Rolls-Royce Merlin (der erst seit 1935 produziert wurde und in den damals zur Verfügung stehenden frühen Ausführungen noch längst nicht sein volles Potential besaß) zurückzuführen war, obwohl das Flugzeug ansonsten als durchaus gelungen angesehen wurde. Die P.4/34 erwies sich mit einer Höchstgeschwindigkeit von 453 km/h (283 mph) – ohne Außenlasten – als nur etwa 40 km/h schneller als die Battle, was die Verantwortlichen der RAF nicht befriedigte. Ebenso fand die eher geringe Bombenlast wenig Zustimmung. Daraufhin wurde die Hawker Henley als überlegen angesehen und zum Sieger der Ausschreibung erklärt, obwohl sie aufgrund einer Änderung des Nachfrage- bzw. Einsatzprofils für leichte Bomber seitens der Royal Air Force letztlich als Zielschleppflugzeug bestellt und als solches verwendet wurde.

### Einsatz als Testflugzeug
Letzten Endes scheiterte die P.4/34 trotz unbestreitbarer Qualitäten an einem für den vorgesehenen Einsatzzweck zu schwachen Triebwerk, das sowohl die allgemeinen Flugleistungen inklusive der Reichweite als auch die mögliche Bewaffnung empfindlich einschränkte. Nach der Ablehnung durch die Royal Air Force war dessen Karriere jedoch noch nicht beendet. Der erste Prototyp diente weiterhin beim RAE in Farnborough als Testflugzeug, wobei ganz ähnlich wie bei einigen Exemplaren der Battle auch neuere RR Merlin-Versionen erprobt wurden. Die zweite Maschine wurde als erster konzeptioneller Prototyp für den späteren neuen Marinejäger Fairey Fulmar herangezogen, für den eigens der Entwurf der P.4/34 modifiziert wurde. Einige Zeit danach diente dasselbe Exemplar zur Erprobung der Fairey-Youngman-Klappen (die später beim Sturzkampfflugzeug und Torpedobomber Fairey Barracuda verwendet wurden) sowie zuletzt der Vierfachanordnung von 20-mm-Kanonen in den Tragflächen für die Fairey Firefly (welche wiederum als Nachfolger der Fulmar entworfen und gebaut war).

### Lizenzvergabe
Im Jahre 1938 erhielt die Dänische Marinewerft (Dansk Orlogsværftet) in Kopenhagen eine Lizenz zum Bau der P.4/34, aber bis zur deutschen Besetzung von Dänemark im Juni 1940 (→ Westfeldzug) war hier noch keine Maschine fertiggestellt worden. Als Bezeichnung war LM I (Land Monoplane Type I) vorgesehen.

### Verbleib
Die insgesamt in nur zwei Prototypen gebaute Fairey P.4/34 beendete ihr Einsatzleben als Testflugzeug in der unmittelbaren Nachkriegszeit um 1949, als beide beim RAE ausgemustert und in der Folge verschrottet wurden.
Die Fairey P.4/34 diente als Grundlage für die Fairey Fulmar – einem Langstrecken-Marinejäger/Aufklärer.

## Einsatzländer
Vereinigtes Königreich
- Fairey Aviation Company (als Testflugzeug)
- Royal Aircraft Establishment (als Testflugzeug)

## Technische Daten
| Kenngröße             | Daten |
| --------------------- | --- |
| Besatzung             | 2 (Pilot + Heckschütze/Beobachter) |
| Länge                 | 12,20 m (40,00 ft) |
| Spannweite            | 14,44 m (47 ft 4½ in) |
| Höhe                  | 4,70 m (15,42 ft) |
| Flügelfläche          | k. A. |
| Leermasse             | 2.986 kg (8.787 lb) |
| Startmasse (MTOW)     | 4.600 kg (10.141 lb) |
| Antrieb               | ein stehender flüssiggekühlter 12-Zylinder-V-Motor Rolls-Royce Merlin II                                                                            |
| Leistung              | 1.030 PS (770 kW) bei 3.000/min beim Start |
| Höchstgeschwindigkeit | 401 km/h (250 mph) in Bodennähe 453 km/h (283 mph) in 4.575 m (15.000 ft) Höhe                                                                      |
| Reisegeschwindigkeit  | k. A. |
| Steigrate             | 300 m/min (984 ft/min) |
| Dienstgipfelhöhe      | 7.900 m (25.919 ft) |
| max. Reichweite       | 1.750 km (1.088 mi) |
| normale Reichweite    | k. A. |
| min. Reichweite       | k. A. |
| Bewaffnung            | zwei 7,7-mm- (0.303-in)-Browning M1919-MG in den Tragflächen ein 7,7-mm- (0.303-in)-Vickers-K-MG in der hinteren Kanzel eine 227-kg- (500-lb)-Bombe |